# Bellerive-sur-Allier
Bellerive-sur-Allier (okzitanisch Vaissa) ist eine französische französische Kleinstadt mit 8898 Einwohnern (Stand 1. Januar 2022) im Département Allier in der Region Auvergne-Rhône-Alpes. Administrativ ist sie dem Arrondissement Vichy zugeteilt.
Bis zum 23. Januar 1903 hieß die Gemeinde noch Vesse.

## Geografie
Die Stadt Bellerive-sur-Allier ist ein Vorort von Vichy und liegt in der Landschaft Limagne bourbonnaise am linken (westlichen) Ufer des Flusses Allier.

## Geschichte

### Toponyme
1301 Vece;  1793–1801 Vesse;  1801 Vaisse;  1801–1903 Vesse.
Am 23. Januar 1903 beschloss der damalige Bürgermeister von Vesse, Joseph Bégonin, die Gemeinde nach Bellerive-sur-Allier umzubenennen. Zwar ist die Herkunft des Ortsnamens Vesse zweifelhaft, doch hat das Wort neben „Ackerbohne“ eben auch die Bedeutung von einem zwar leisen, aber stinkenden Furz. Bellerive-sur-Allier dagegen bedeutet „schönes Ufer am Allier“.

### Wappen
Blasonierung: Geteilt von Grün und Rot; oben zwei güldene Fleurs-de-Lis; unten ein güldener Bischofsstab; auf der Teilungslinie ein silberner Fluss überzogen von einem geteilten, ledigen Pferd in Gold.

### Bevölkerungsentwicklung
| Jahr                       | 1962 | 1968 | 1975 | 1982 | 1990 | 1999 | 2006 | 2015 | 2022 |
| -------------------------- | ---- | ---- | ---- | ---- | ---- | ---- | ---- | ---- | ---- |
| Einwohner                  | 5367 | 5953 | 7317 | 8188 | 8543 | 8448 | 8418 | 8501 | 8898 |
| Quellen: Cassini und INSEE |      |      |      |      |      |      |      |      |      |

## Sehenswürdigkeiten
- Die Kirche Église Saint-Laurian wurde ursprünglich im romanischen Stil errichtet. Sie ist dem hl. Laurian († 544), Diakon von Mailand und angeblich Bischof von Sevilla geweiht. Der Bau wurde im 16. Jahrhundert stark beschädigt und im 19. Jahrhundert von lokalen Baumeistern rekonstruiert. Die Ausstattung umfasst eine bunt bemalte Gipsstatue, die den hl. Laurian im Bischofsgewand zeigt. Bemerkenswert sind such die Glasfenster, die Szenen aus der Passion Christi zeigen.[3]
- Das Schloss Château du Bost war während des Zweiten Weltkrieges einer der Wohnorte von Marschall Pétain[4]. Später diente es als Altenheim, bis es 1995 von der Gemeinde aufgekauft wurde, die das Gut seit 2001 als Vorzeigebauernhof (Ferme modèle) betreibt[5].
- Die Brücke Pont de Bellerive verbindet Bellerive-sur-Allier direkt mit der Stadt Vichy, die am rechten Ufer des Allier liegt. Das 279 Meter lange und 15 Meter breite Bauwerk wurde von  Jean-François Radoult de Lafosse konstruiert. Der Fährbetrieb über den Allier wurde 1669 aufgenommen. 1833 wurde die erste Brücke errichtet, die aber bereits zwei Jahre später von einer Sturzflut zerstört wurde.  Auch der zweite Bau von 1838 fiel 1866 einem Hochwasser zum Opfer. Am 20. Mai 1870 wurde die heutige Brücke – damals noch unter dem Namen Pont de Vichy – dem Verkehr übergeben; offiziell eingeweiht unter dem Namen Pont de Bellerive wurde sie erst 1932.[6]

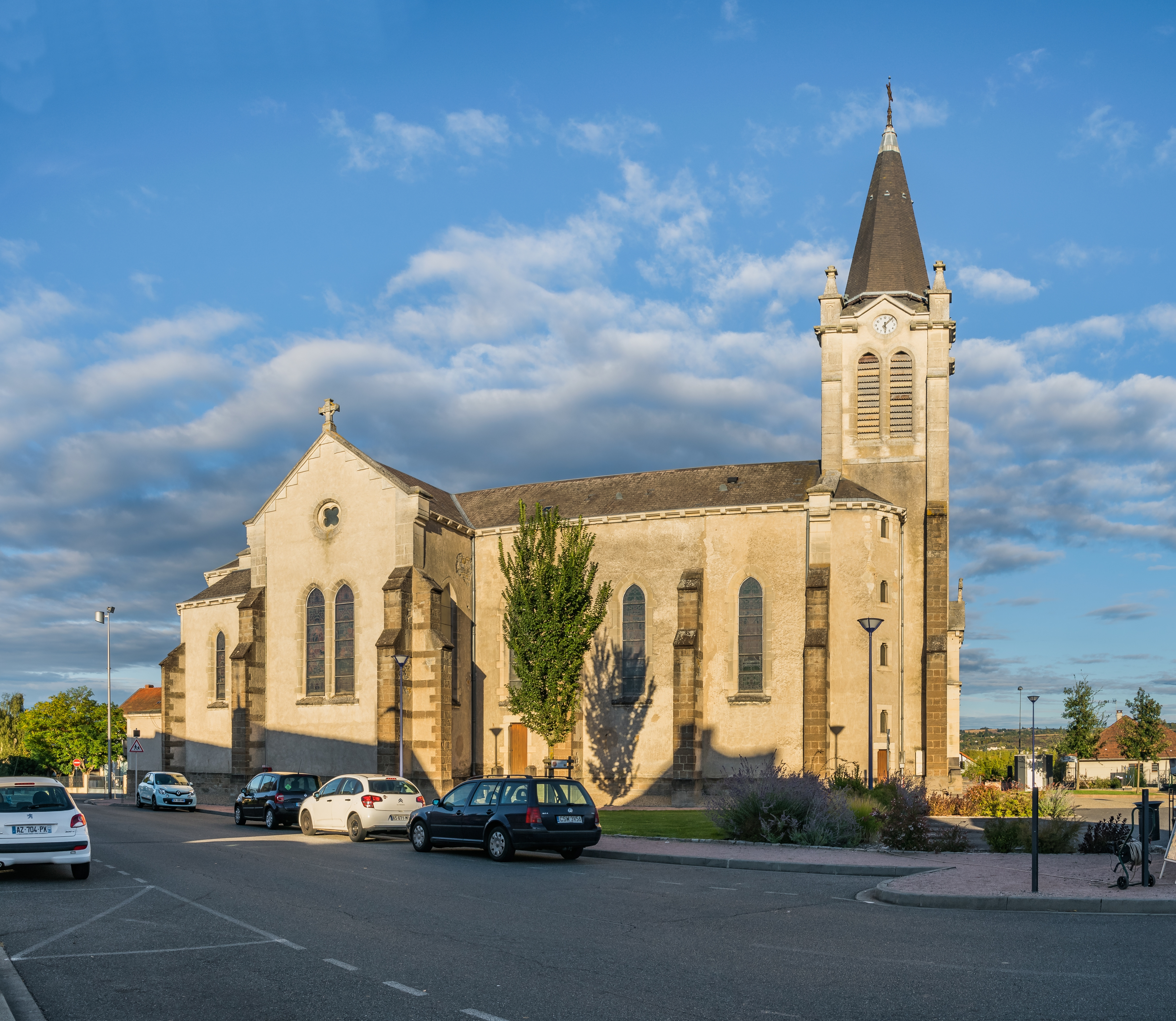
Kirche Saint-Laurian
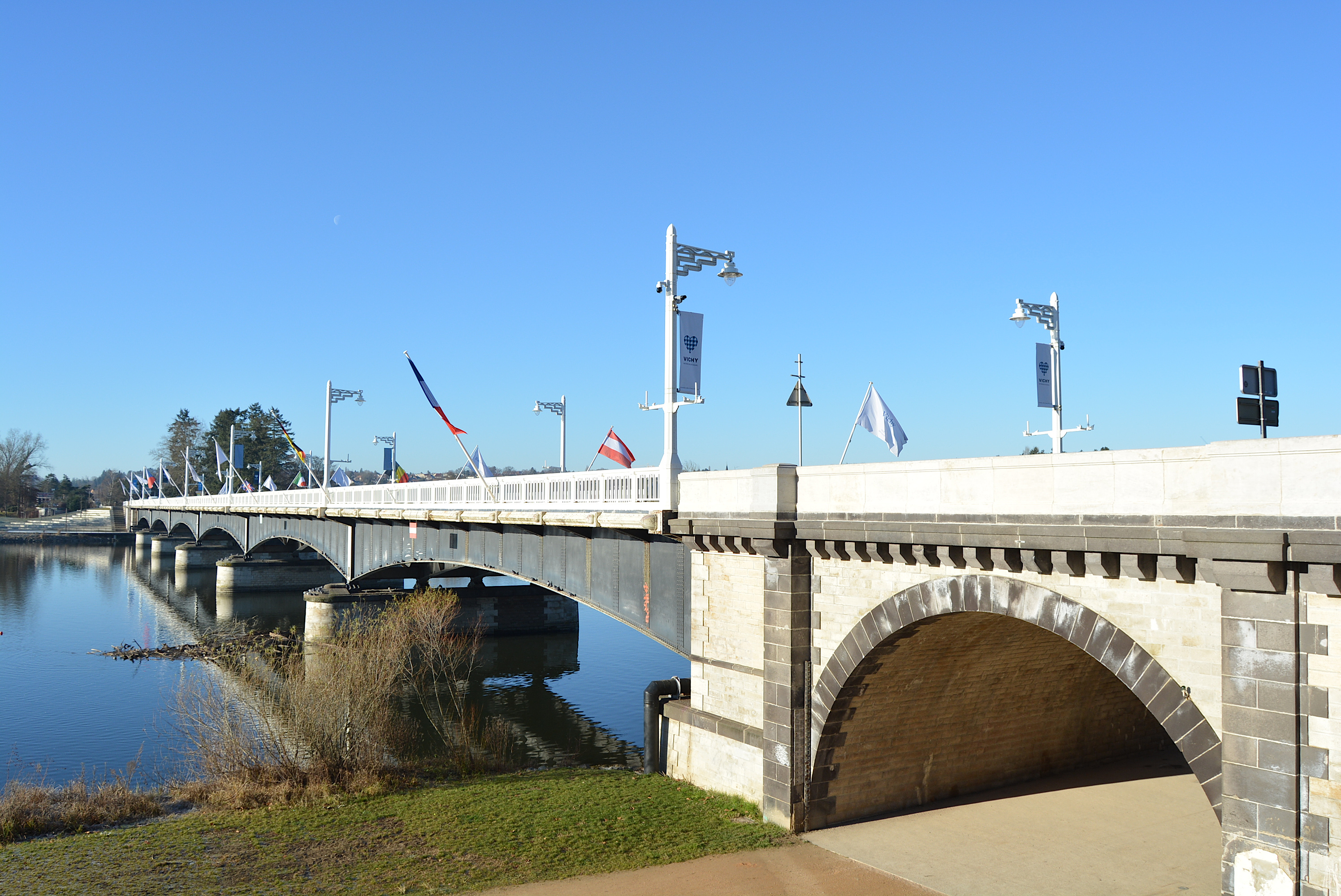
Pont de Bellerive über den Allier
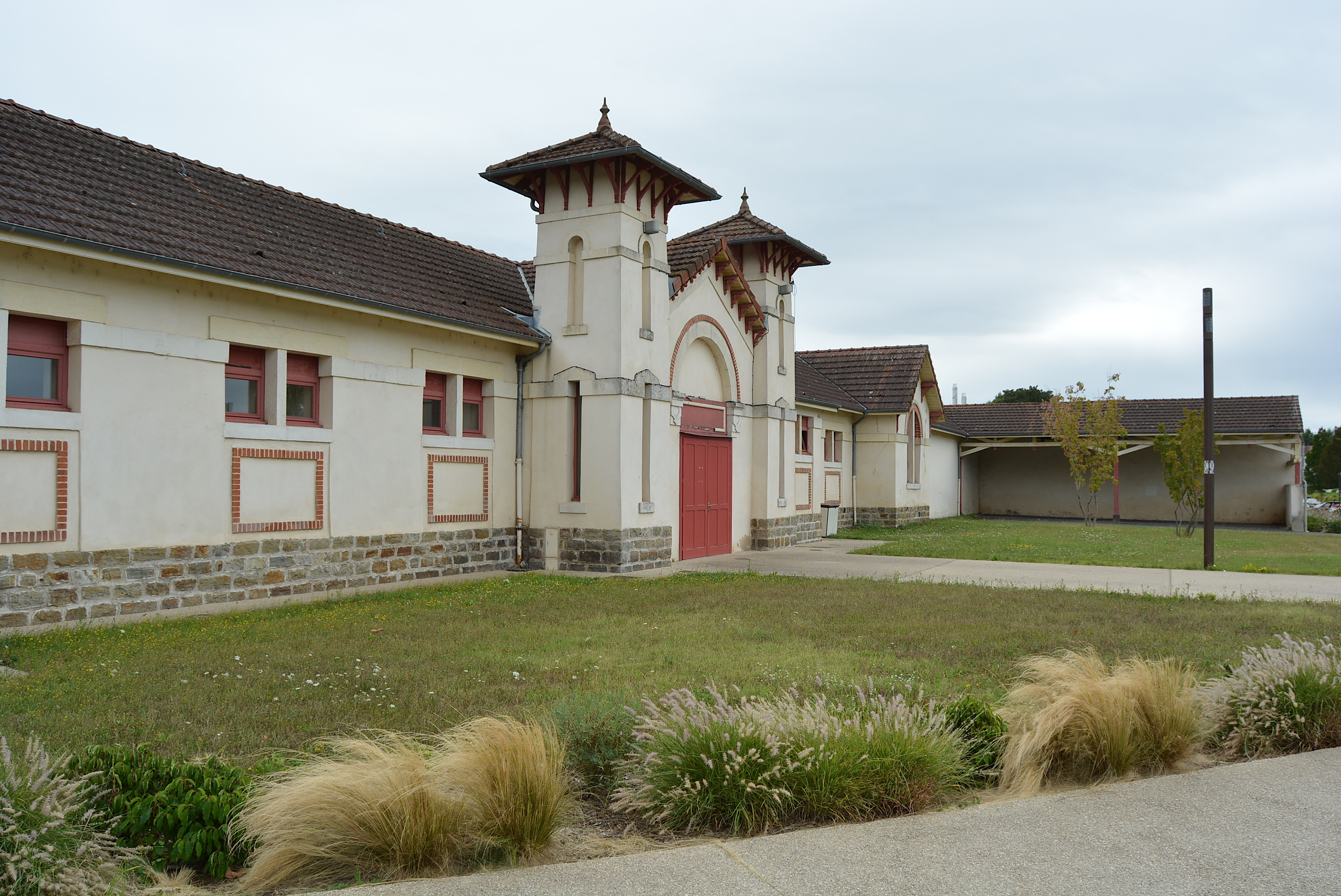
Schießstandgebäude

## Städtepartnerschaften
- Hadamar, Hessen, Deutschland, seit 1973
- Impruneta, Toskana, Italien, seit 1986

## Belege
1. ↑  Jacques Corrocher: Vichy antique (= Publications de Institut d'Études du Massif Central. 22, ISSN 0578-5006). Institut d'études du Massif Central, Clermont Ferrand 1981, S. 80.
2. ↑  Bellerive-sur-Allier - Notice Communale - EHESS auf Cassini
3. ↑  Auvergne (= Le Petit Futé.). 13e édition. Nouvelles Éditions de l'Université, Paris 2010, ISBN 2-7469-2777-2, S. 74.
4. ↑  Jean Débordes: L'Allier dans la guerre. Paroles de résistants. 50 témoignages reçus, embuscades, trahisons, déportations, exécutions. De Borée, Clermont-Ferrand 2003, ISBN 2-84494-196-6, S. 156.
5. ↑  Auvergne (= Le Petit Futé.). 12e édition. Nouvelles Éditions de l'Université, Paris 2009, ISBN 2-7469-2506-0, S. 64.
6. ↑  Pont de Bellerive in der französischsprachigen Wikipedia